# Eschata xanthorhyncha
Eschata xanthorhyncha là một loài bướm đêm trong họ Crambidae.